# Yerseke en Kapelse Moer
Yerseke en Kapelse Moer (Yerseke Moer en Kapelse Moer) is een Nederlands Natura 2000-gebied in de provincie Zeeland dat bestaat uit de Yerseke Moer ten oosten van het Kanaal door Zuid-Beveland in de gemeente Reimerswaal bij het dorp Yerseke plus de Kapelse Moer ten westen van het Kanaal door Zuid-Beveland in de gemeente Kapelle bij het dorp Kapelle.